# 伦茨堡城堡

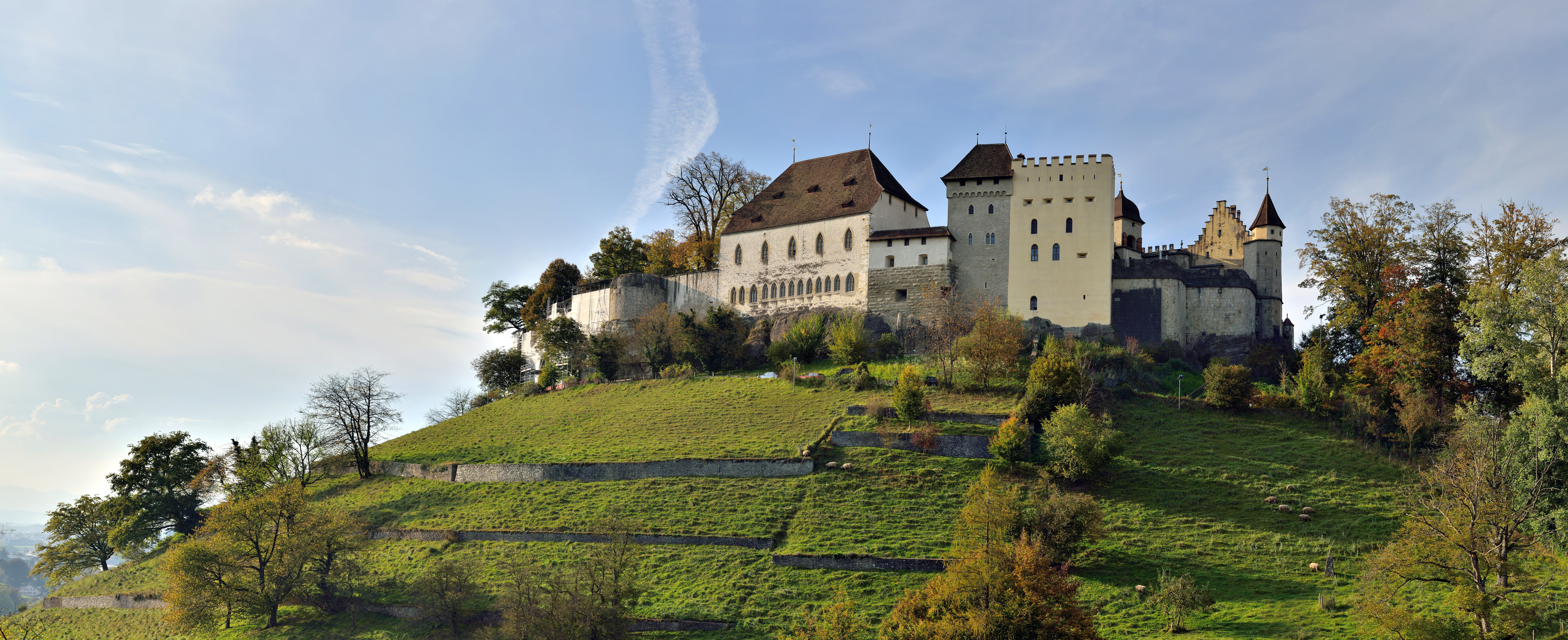
伦茨堡城堡东南侧

伦茨堡城堡 （德語：Schloss Lenzburg）是瑞士阿尔高州伦茨堡的一座城堡，也是瑞士最为古老和重要的城堡之一。城堡建筑在老城的一座山丘上，海拔504米。城堡东侧的最早部分建于11世纪，作为伦茨堡家族的据点。现在城堡已列入瑞士国家重要文化财产，是阿尔高博物馆的重要部分。

## 参看
- 瑞士城堡列表